# Família Reig
La família Reig és una família andorrana coneguda per la seva presència en el sector tabaquer, banquer, polític i altres negocis.
- Rafael Reig i Sans, fundador de Tabacs Reig.[2]
- Julià Reig i Roqueta.
- Julià Reig i Ribó (1911-1996).
- Serafí Reig i Ribó; casat amb Maria Moles i Pasques.
- Maria Reig i Moles (1951), empresària i política.
- Carles Ensenyat Reig (1985), polític.
- Marta Ribas i Reig, presidenta de Reig Capital Group.
- Òscar Ribas i Reig (1936) ex cap del Govern d'Andorra;[2] casat amb Roser Duró i Ribó.
- Òscar Ribas i Duró.
- Oriol Ribas i Duró, president executiu d'Andbanc.[2]
- Roser Ribas i Duró.
- Deborah Ribas i Duró.

María Creus Ribas. Presidenta de Reig Patrimonia.

## Banca
- Andorra Banc Agrícol Reig[2]
- Crèdit Andorrà.[1][2]

## Tabaquer
- Tabacs Reig.[1]
- Compañía Canariense de Tabacos.[1]

## Altres
- Reig Patrimonia.[3]
- Reig Capital Group.[1]
  - Coco Bis.[1]
  - Vasari.[1]
- Fills de Julià Reig
- Premsa Andorrana.[2]
- Fundació Julià Reig i Museu del Tabac.[2]